# Robert Morey
FRobert Willis "Jack" Morey Jr. (født 23. august 1936 i Cleveland, Ohio, død 18. januar 2019) var en amerikansk roer og olympisk guldvinder.

## Rokarriere
Morey roede i tre år for sin skole, Phillips Exeter Academy, og fortsatte med denne sport, da han kom på Yale University. I de fire år, han var en del af universitetets otter, tabte Yale ikke i den prestigefyldte match mod Harvard University. Han var også med i Yale-otteren, der repræsenterede USA ved OL 1956 i Melbourne, hvor amerikanerne var favoritter, da amerikanske ottere havde vundet guld ved alle de olympiske lege, de havde stillet op i. I indledende runde blev de dog kun nummer tre og måtte i opsamlingsheat, som de så vandt sikkert, og i semifinalen vandt de også, inden de i finalen først gik i spidsen lidt efter midtvejspunktet i løbet. Ulig finalerne i tidligere lege lykkedes det ikke amerikanerne at trække afgørende fra mod slutningen, og selv om  de vandt, var canadierne blot et par sekunder efter på andenpladsen, mens australierne fik bronze, yderligere et par sekunder bagud. Besætningen i den amerikanske båd bestod ud over Morey af David Wight, John Cooke, Don Beer, Charles Grimes, Rusty Wailes, Tom Charlton, Caldwell Esselstyn og styrmand William Becklean. Der deltog i alt 10 både i konkurrencen.

## Videre karriere
Efter collegetiden på Yale kom Morey ind i US Navy, hvor han var navigatør på isbryderen USS Atka. Han forlod marinen i 1968 med en grad af lieutenant junior, og han tog derpå en MBA fra Harvard og gik efterfølgende ind i finansverdenen, i første omgang hos Brown Brothers.
Han stiftede derpå sit eget forsikringsselskab, R.W. Morey, Inc. Sammen med sin hustru slog han sig ned i Californien, hvor parret drev en stor gård, der først avlede kvæg. I 2004 etablerede de en vinproduktion.
Derudover havde Morey en stribe bestyrelsesposter i primært hospitaler, uddannelsesinstitutioner samt i San Francisco Opera.

## OL-medaljer
- 1956:  Guld i otter